# Taensa

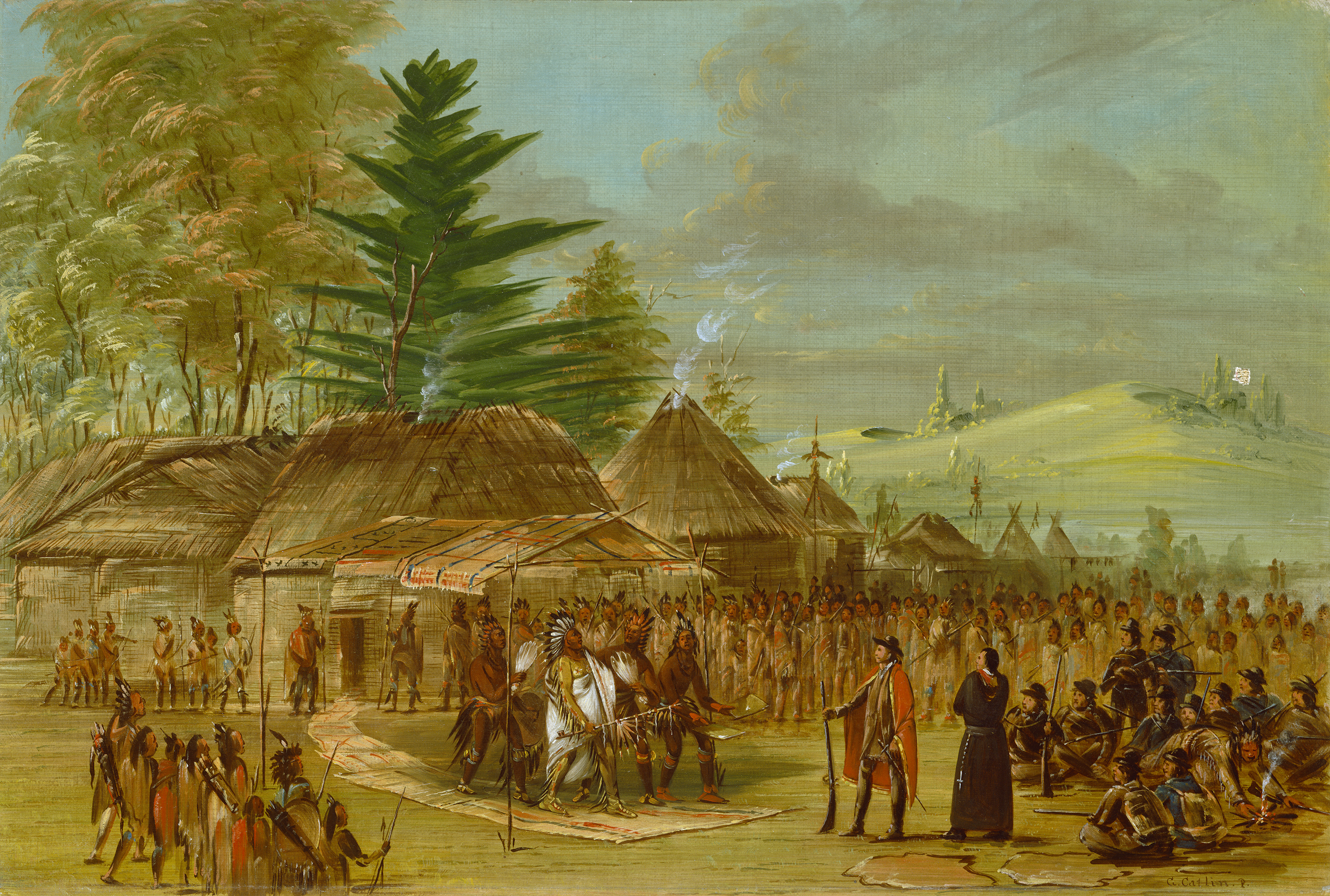
Taenzmsa

Los taensa son una tribu amerindia posiblemente de lengua muskogi, que vivía en la desembocadura del Misisipi, al sur de Luisiana. En 1560 eran unos 1.200 individuos, pero se redujeron a 800 en 1608, y hacia 1805 sólo quedaban 100. 
Sus costumbres eran similares a las de los atakapa y chitimacha. Eran amigos de sus vecinos natchez, se dedicaban a la agricultura y vivían en casas grandes donde habitaban grupos familiares. 
Poco se sabe de su organización social, pero se piensa que debía ser tan compleja como la de los natchez o la de los chitimacha.
Construían templos en forma de cúpula, con las figuras de tres águilas en lo alto, con paredes y techo de cañas rodeadas por estacas adornadas con cráneos humanos posiblemente obtenidos en sacrificios humanos, así como un fuego perpetuo. Cuando moría un caudillo taensa, era enterrado con su esposa, víveres y otras víctimas, llegando a contabilizarse un total de trece sacrificados con ocasión del funeral de uno de ellos.
Fueron descubiertos y visitados por los franceses en 1560, que se establecieron en Luisiana, pero se enfrentaron a ellos en apoyo de los natchez, y fueron diezmados. 